# Спартак (футбольний клуб, Семей)
Футбольний клуб «Спартак» (Семей) або просто «Спартак» — професіональний казахський футбольний клуб з міста Семей.

## Досягнення
- Прем'єр-ліга:
  -  Чемпіон (3): 1994, 1995, 1998

- Кубок Казахстану:
  -  Володар (1): 1995

## Відомі тренери
| - В. Котляров (1964) - М. Кузьмин (1965) - В. Козирський (1965—1966) - О. Власов (1967—1968) - Л. Остроушко (1969) - І. Свєшников (1970) - Б. Єркович (1970—1973) - Н. Михальов (1974) - Є. Валицький (1975—1978) - О. Волох (1979—1981) - С. Камінський (1982—1984) - О. Волох (1985—1987) | - В. Журавльов (1988—1992) - В. Виничук (1993) - А. Чернов (1994) - В. Масудов (1995) — граючий тренер - В. Нікітенко (1995) — тренер - С. Римбаєв (1996) - Б. Дурдиєв (1997) - А. Чернов (1998) - В. Лінчевський (1999) - Н. Десембаєв (1999—2000) - О. Волох (2000) - С. Бєлокуров (2001) | - Б. Єсмагамбетов (2002) - В. Кумиков (2002—2003) - А. Пінчуков (2003) — в.о. - Б. Євдокимов (2003—2004) - А. Пінчуков (2004—2006) - А. Мірошниченко (2007—2008) - М. Сиздиков (2009—2011) - А. Пінчуков (2011) - В. Журавльов (2012—2013) - А. Кулшинбаєв (2013—2014) - К. Фріденталь (2014) — и.о. - О. Петрушин (2014—2015) |